# Blanc comme neige (film, 2010)
Pour plus de détails, voir Fiche technique et Distribution.
Pour les articles homonymes, voir Blanc comme neige.
Blanc comme neige est un thriller franco-belge, réalisé par Christophe Blanc et sorti en 2010.

## Synopsis
Maxime est gérant à succès d'une concession automobile. Simon, son associé, est assassiné par des gangsters qui viennent ensuite s'en prendre à lui. Il essaie de se tirer de cette situation avec l'aide de ses deux frères, mais leur plan tourne mal.

## Fiche technique
- Titre : Blanc comme neige
- Titre international : White as snow
- Réalisation : Christophe Blanc
- Scénario : Christophe Blanc et Roger Bohbot, avec la collaboration de Béryl Peillard[1]
- Décors : Denis Hager
- Chef décorateur : François Girard
- Costumes : Catherine Rigault
- Photographie : Laurent Brunet
- Musique : Krishna Levy
- Supervision musicale : Amélie de Chassey et Delphine Mathieu (MyMelody)
- Producteurs : Denis Delcampe, Charles Gilibert, Bertrand Gore, Marin Karmitz, Nathanaël Karmitz, Nathalie Mesuret et Arlette Zylberberg
- Production : MK2, Blue Monday Productions, Need Productions, Rhône-Alpes Cinéma, RTBF, Canal+, TPS Star, CinéCinéma, CNC, SOFICA
- Soutiens à la production : régions Rhône-Alpes et PACA, Belgacom, Tax Shelter, Procirep, Angoa, Eurimages
- Sociétés de distribution : MK2 (France), EuroVideo (Allemagne), Film1 (en) (Pays-Bas), Mongrel Media (en) (Canada), Praesens Film (Suisse)
- Casting : Aurélie Guichard
- Cascades : Stéphane Boulay et Pascal Garnier
- Pays d'origine :  Belgique et  France
- Langues : français, anglais, allemand, finnois
- Format : couleur, 2.35:1
- Genre : thriller, action
- Son : Dolby SRD
- Durée : 100 minutes
- Date de sortie: 17 mars 2010
- Budget : 6,56M€[2]
- Box-office France : 127 778 entrées[2]
- Box-office Europe : 132 387 entrées[3]

## Distribution
- François Cluzet : Maxime
- Olivier Gourmet : Grégoire
- Jonathan Zaccaï : Abel
- Bouli Lanners : Simon
- Louise Bourgoin : Michèle
- Pertti Koivula (fi) : Matti
- Ilkka Koivula (fi) : Jukka
- Kai Lehtinen (fi) : Markku
- Sasha Queille : Camille
- Lauri Uusitalo : Timo
- Brigitte Messina : Noémie
- Gianluca Matarrese : Horacio
- Noria Tzaprenko : Sofia
- Aleksandra Kedzierska : Indra
- Ludo Hellinx (nl) : vendeur salon de l'auto
- Luc Wouters (nl) : vendeur salon de l'auto
- Ronnie Commissaris (nl) : Président Vermeulen
- Rik Hancké (nl) : homme d'affaires salon de l'auto
- Luc Longton : homme d'affaires salon de l'auto
- Etienne Feyder : homme d'affaires salon de l'auto
- Mike Olembo : le danseur
- Jürgen Zwingel : Franz
- Tibo Vandenborre : l'homme menaçant
- Jenny Bellay : Nicole
- Grégory Montel : Romuald
- Marie Caries : Solange
- Jean-Pierre Roy : le vigile
- Pascal Garnier : l'homme accidenté
- Tila Suursalmi : Bella
- Satu Soderström : Puma
- Tarja Turunen : la femme de Matti
- Sharon Mann : voix présentatrice salon
- Diane Pierens : voix animatrice salon
- Alain Bellot : responsable du stand Audi au salon de l'automobile
- Susanna Turunen (fi) : femme de Matti
- Fouad Hajji (en) : danseur

## Production

### Tournage
La majorité des scènes ont été tournées en Rhône-Alpes :
- Ain : Ambérieu-en-Bugey (scènes du chenil)
- Rhône : Limonest (scènes du garage), Saint-Didier-au-Mont-d'Or
- Savoie : Talloires (scène finale).

Pour d'autres scènes, le film a été tourné en PACA, en Belgique et en Finlande.

### Musique
Le réalisateur : « En Finlande [...], pour les séquences finales, j'ai utilisé des morceaux de Joseph Marx, un compositeur autrichien que j'admire beaucoup. »